# Pericardio fibroso
Il pericardio fibroso è uno dei due strati del pericardio che riveste il cuore, più precisamente è quello che si trova in posizione più periferica rispetto al cuore. Si può definire come un sacco duro e resistente che riveste il cuore in modo non elastico ovvero non può estendersi. Superiormente il pericardio si spinge fino alle radici dei grandi vasi adiacenti al cuore e ne riveste le radici.

## Anatomia
Il pericardio fibroso è un rivestimento costituito da tessuto connettivo denso che ricopre esternamente il cuore senza aderirvi assumendo una forma simile ad un cono. Si continua superiormente con la tonaca avventizia dei grandi vasi entranti ed uscenti dal cuore, in particolare con l'aorta, le arterie polmonari, la vena cava superiore e le vene polmonari, ma non con la vena cava inferiore. Inferiormente aderisce tramite il legamento freno-pericardico al centro tendineo del diaframma presso il margine inferiore del cuore e ad un'area muscolare a sinistra di esso presso l'apice, anteriormente, per mezzo dei legamenti sterno-pericardici superiore ed inferiore, aderisce alla parete posteriore del corpo dello sterno, posteriormente, tramite i legamenti vertebro-pericardici è connesso alle vertebre toraciche; tali legamenti non sempre sono facilmente distinguibili l'uno dall'altro e presentano una notevole variabilità anatomica.
Le connessioni del pericardio fibroso con il diaframma, lo sterno, le vertebre toraciche e i grossi vasi cardiaci sono gli elementi stabilizzanti principali della posizione del cuore all'interno del mediastino medio. In vivo, nella porzione antero-superiore del pericardio è riscontrabile la porzione inferiore del timo, la cui estensione varia da soggetto a soggetto in base a molti fattori, principalmente l'età. Il pericardio è coperto anteriormente dalle pleure mediastiniche e dai polmoni, anche se una piccola porzione dietro la metà inferiore e sinistra dello sterno è a diretto contatto con la parete toracica. Posteriormente è in rapporto con la porzione posteriore delle pleure mediastiniche (e quindi dei polmoni), con l'aorta discendente, i bronchi principali, l'esofago e il plesso esofageo, lateralmente con l'arteria e la vena pericardiofrenica, con il nervo frenico, con le pleure mediastiniche, inferiormente è invece in rapporto con il diaframma. Il foglietto parietale del pericardio sieroso riveste la superficie interna del pericardio fibroso.

## Funzioni
Ha due funzioni principali: quella di difesa del cuore grazie alla sua notevole resistenza agli insulti esterni, e quello di mantenere in cuore in situ. Quest'ultima funzione è ben eseguita grazie al supplemento di tre tipi di legamenti:
- i legamenti freno-pericardici, che si estendono tra il cuore e il diaframma, al quale il pericardio è fuso in posizione caudale sulla parte tendinea centrale; sono 3 e connettono il sacco pericardico a ognuna delle 3 fogliole del centro tendineo del diaframma (anteriore, laterale sx e laterale dx)
- i legamenti vertebro-pericardici, che si estendono tra la colonna vertebrale nel segmento toracico superiore e il cuore
- i legamenti sterno-pericardici, sono due (superiore e inferiore) e connettono il manubrio e il processo xifoideo dello sterno al cuore